# Let Bygones Be Bygones
Let Bygones Be Bygones è un cortometraggio muto del 1909. Il nome del regista non viene riportato nei credit del film.

## Trama
Un detenuto esce di galera dove ha scontato una condanna per furto. Quando finisce i suoi pochi soldi, derubato al gioco da due truffatori, trova riparo da un sacerdote che lo accoglie e lo sfama. La natura di ladro riemerge in lui vedendo l'oro degli oggetti sacri. Ruba una coppa e scappa via. Ma alcuni contadini lo bloccano e lo riportano indietro. Il parroco lo perdona e l'uomo si pente definitivamente, decidendo di seguire la retta via. Trova un lavoro, si sposa e forma una famiglia. Uno dei contadini che l'aveva catturato continua a non fidarsi di lui. Anzi, ogni volta che l'uomo trova un lavoro, lui va a rivelare ai suoi datori di lavoro il passato dell'uomo, perseguitandolo senza tregua. Sarà il parroco a difenderlo ancora una volta: si fa garante per lui e dimostra che l'ex galeotto è ormai diventato un altro uomo, onesto, serio e retto.

## Produzione
Il film fu prodotto dalla Lubin Manufacturing Company.

## Distribuzione
Distribuito dalla Lubin Manufacturing Company, il film - un cortometraggio in una bobina - uscì nelle sale cinematografiche statunitensi il 4 novembre 1909.